# Metacercador
Un metacercador o metamotor és una interfície informàtica que realitza la seva consulta en diversos motors de cerca alhora.
L'usuari tecleja el text a cercar en el metacercador que inicia la cerca, connectant-se al lloc de Google, Yahoo i altres, que envien una resposta que es pot presentar directament a l'usuari, o filtrar segons uns criteris, primer de tota l'eliminació de repeticions.
Els metacercadors utilitzen per mostrar els resultats sense processar-los, o bé fan una anàlisi i ofereixen una interpretació personal dels llistats que proporcionen els diferents motors, creant una llista unificada. El metacercador filtra els resultats proporcionats per més d'un motor de cerca, per eliminar qualsevol repetició.

Diagrama que il·lustra el concepte de metacerca

## Metacerca
Una cerca en un metacercador pot implicar diverses bases de dades juntes, tantes com bases de dades hi ha dels motors implicats. Aquest és el principal avantatge d'aquest tipus de motor: arribar a una proporció més gran de llocs a la xarxa, en comparació amb la consulta d'un sol motor.
Com a inconvenient, cal destacar la manca d'eines per a la cerca avançada, amb què disposen els motors individuals.
Els metacercadors (per exemple, Copernic Agent) també poden funcionar com a "Cerca d'escriptori". En absència de connexió a Internet, realitzen una cerca dins de l'ordinador, que s'inicia a través de Google Desktop, Yahoo Desktop i altres Desktop Search possiblement instal·lats localment.

## Avantatges
En enviar diverses consultes a diversos altres motors de cerca, això amplia les dades de cobertura del tema i us permet trobar més informació. Utilitzen índexs creats per altres motors de cerca, agregant i processant sovint els resultats de maneres úniques. Un metacercador té un avantatge respecte a un únic motor de cerca perquè és possible recuperar diversos resultats amb el mateix esforç. També redueix el treball dels usuaris d'haver d'escriure cerques individualment des de diferents motors per buscar recursos.

## Desavantatges
Els metacercadors de cerca no poden analitzar formularis de consulta ni traduir completament la sintaxi de la consulta. El nombre d'hiperenllaços generats pels metacercadors és limitat i, per tant, no ofereix a l'usuari els resultats complets d'una consulta.
La majoria dels metacercadors no proporcionen més de deu fitxers enllaçats des d'un sol motor de cerca i, en general, no interaccionen amb motors de cerca més grans per obtenir resultats. Els enllaços de pagament per clic tenen prioritat i normalment es mostren primer.
La metacerca també dona la il·lusió que hi ha una major cobertura del tema consultat, sobretot si l'usuari busca informació popular o comuna. És habitual acabar amb múltiples resultats idèntics dels motors consultats. També és més difícil que els usuaris cerquin amb la sintaxi de cerca avançada per enviar amb la consulta, de manera que els resultats poden no ser tan precisos com quan un usuari utilitza una interfície de cerca avançada en un motor específic. Això fa que molts metacercadors utilitzen una cerca senzilla.

## Principals metacercadors
Els metacercadors més populars són els següents:
- MetaCrawler, és un dels primers (nascut el 1995) i potser el més conegut encara avui;
- BigSearcher
- Ixquick
- Vivìsimo
- Kayak
- MetaGer